# Дедрё-Дорси, Пьер-Жозеф
Пьер Жозе́ф Дедрё, более известный как Дедрё-Дорси́ (фр. Pierre-Joseph Dedreux-Dorcy); 28 апреля 1789, Париж, Королевство Франция — 9 октября 1874, Бельвю [ныне в составе Мёдона], Третья Французская республика) — французский живописец, представитель романтизма, портретист; младший брат архитектора Пьера-Анна Дедрё и дядя живописца Альфреда де Дрё. Ближайший друг Теодора Жерико, владелец его главного произведения — картины «Плот „Медузы“».

## Биография и творчество
Ученик Пьера Нарсиса Герена.
Писал портреты, из которых более удавались ему дамские, а также идеальные женские головки. В последних до некоторой степени подражал Жану-Батисту Грёзу. Несколько портретов его работы красовались в Версальском музее (портреты императриц Жозефины и Марии-Луизы и др.).
Дедрё-Дорси был близким другом художника Теодора Жерико. Полотно «Купальщица» (фр. La Baigneuse) является их совместной работой, Дорси ухаживал за Жерико во время его продолжительной болезни (вызванной падением с лошади) и присутствовал у его смертного одра. После смерти Жерико в 1824 году Дорси приобрёл на аукционе его самую известную работу, «Плот «Медузы»», за 6000 франков, тогда как представители музея в Лувре не готовы были пойти дальше 5000; в дальнейшем Дедрё-Дорси отклонил предложение продать работу в США за значительно бо́льшую сумму и в итоге уступил её Лувру за те же 6000 с условием, что она будет размещена в основной экспозиции.

## Галерея

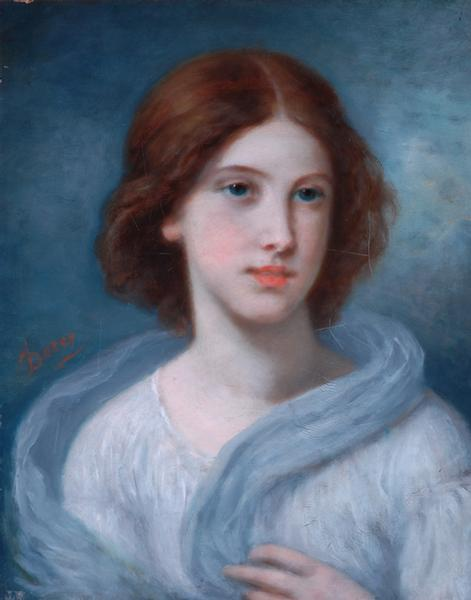
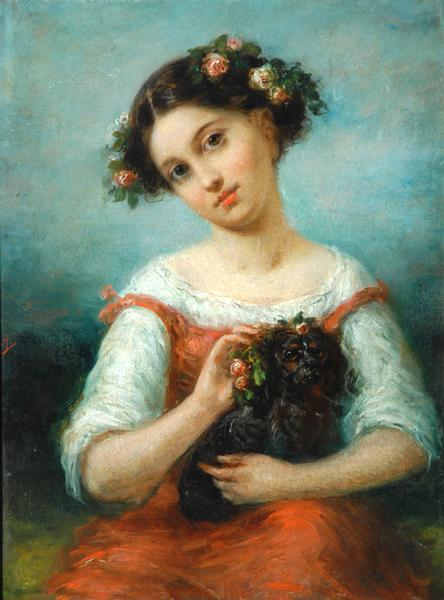
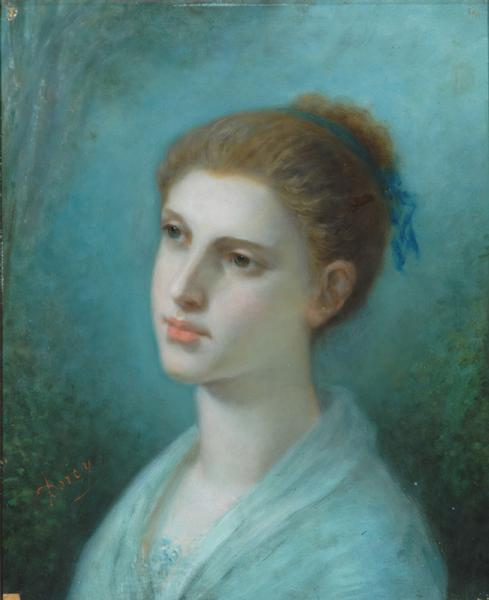